# Kanton Lézignan-Corbières
Kanton Lézignan-Corbières (fr. Canton de Lézignan-Corbières) je francouzský kanton v departementu Aude v regionu Languedoc-Roussillon. Skládá se z 18 obcí.

## Obce kantonu
- Argens-Minervois
- Boutenac
- Camplong-d'Aude
- Castelnau-d'Aude
- Conilhac-Corbières
- Cruscades
- Escales
- Fabrezan
- Ferrals-les-Corbières
- Fontcouverte
- Homps
- Lézignan-Corbières
- Luc-sur-Orbieu
- Montbrun-des-Corbières
- Montséret
- Ornaisons
- Saint-André-de-Roquelongue
- Tourouzelle